# Zilog

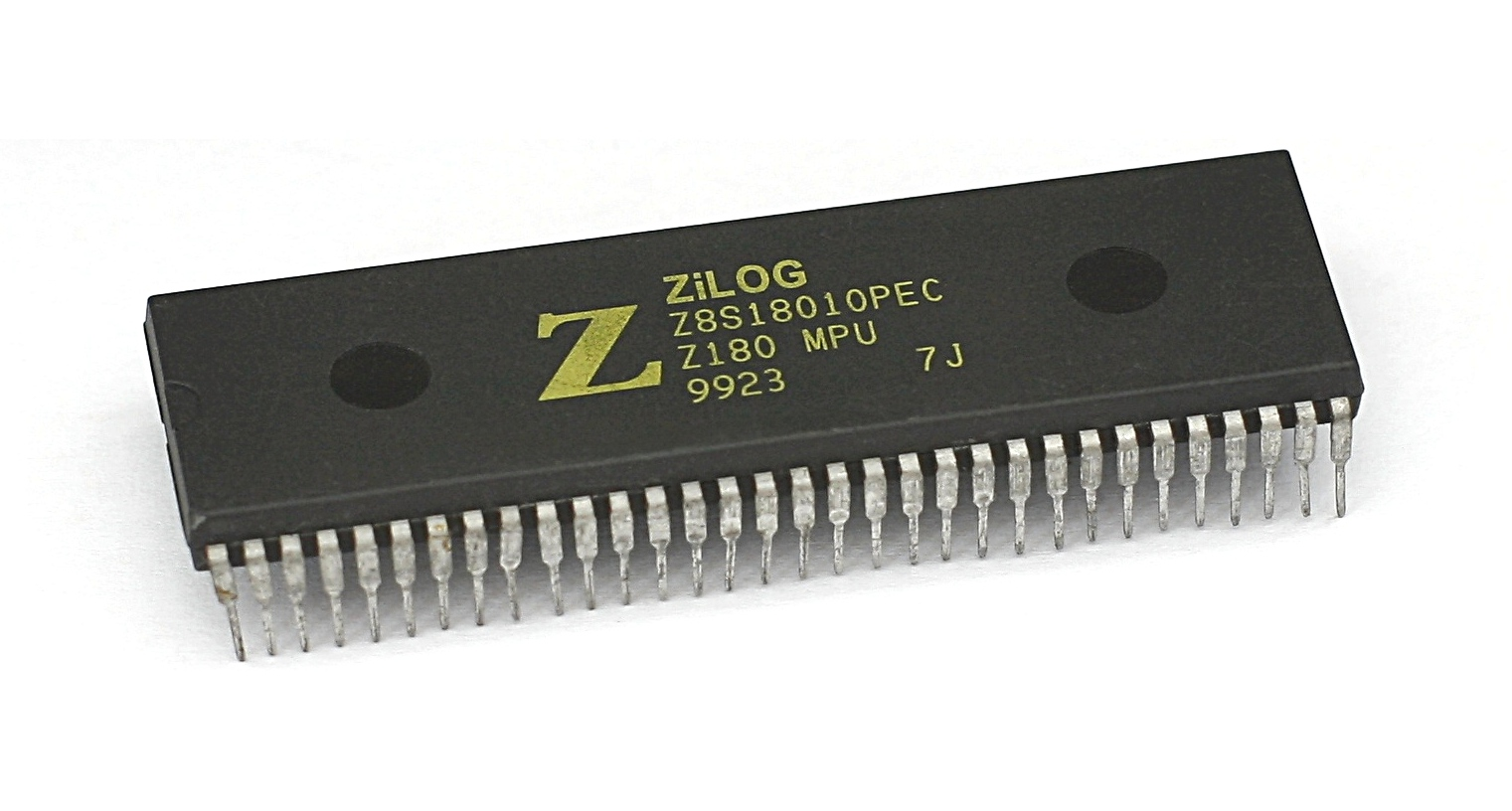
Zilog Z180 w obudowie DIP64

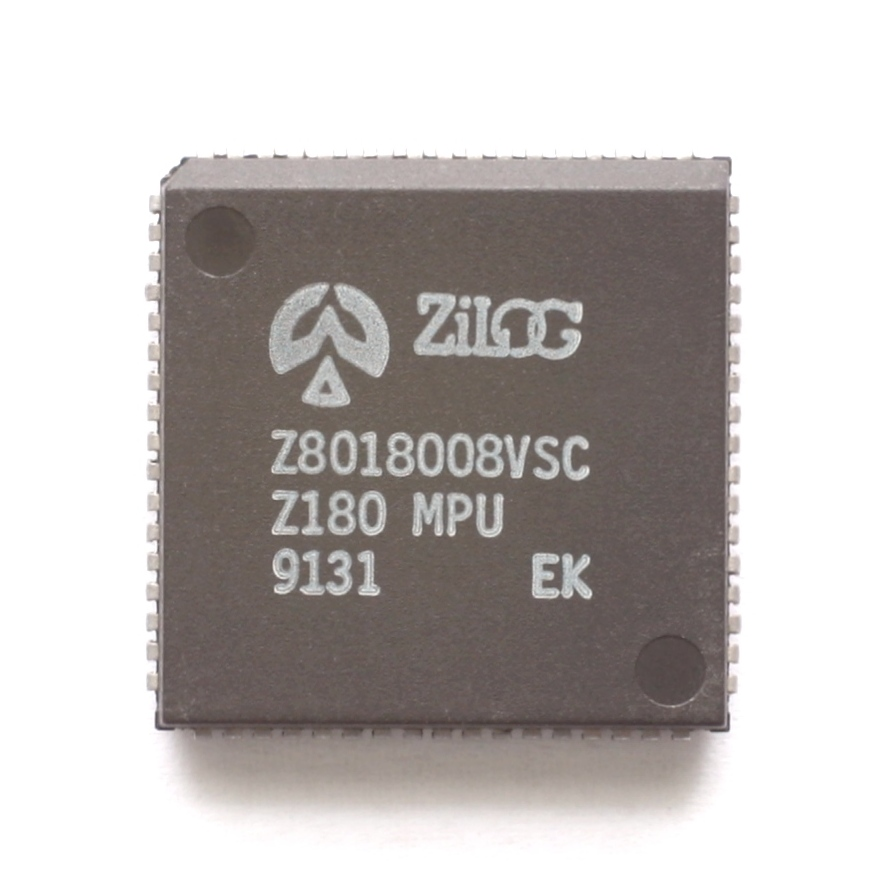
Mikroprocesor Zilog Z180 (jeden z produktów firmy z 1986 roku)

ZiLOG (lub Zilog) – amerykańskie przedsiębiorstwo założone w 1974 roku przez Masatoshi Shime i Federico Faggina, byłego specjalistę z firmy Intel, zajmującego się w niej projektowaniem procesora Intel 8080. Firma Zilog wsławiła się skonstruowaniem w 1976 i produkcją mikroprocesora Z80, zastosowanym w wielu ówczesnych komputerach domowych. Procesor ten był zgodny z procesorem 8080, ale znacznie unowocześniony.
W następnych latach produkowano też własnej konstrukcji procesory 16-bitowe i 32-bitowe, a także mikrokontrolery oparte na produkowanych procesorach.
W 2001 roku według prawa Stanów Zjednoczonych przedsiębiorstwo ogłosiło upadłość, ale po reorganizacji nadal funkcjonuje, produkując mikrokontrolery i układy specjalizowane do samochodów, urządzeń transmisji danych opartych na produkowanych mikrokontrolerach.